# 永山絢斗
永山 絢斗（ながやま けんと、1989年〈平成元年〉3月7日 - ）は、日本の俳優。東京都板橋区出身。
長兄は俳優の永山竜弥、次兄は俳優の永山瑛太。

## 略歴
2007年、テレビドラマ『おじいさん先生』（日本テレビ）で俳優デビュー。
2010年、『ソフトボーイ』で映画初主演し、第34回日本アカデミー賞新人俳優賞を受賞。2011年2月、父親の急死により、授賞式を途中退席している。
2023年、2022年公開の映画『LOVE LIFE』で第36回高崎映画祭最優秀助演俳優賞を受賞。
2024年8月31日付で17年間所属した芸能事務所・パパドゥを退社し、独立することを発表した。

## 人物

### 親族
- 父方の祖父母は鹿児島県で暮らしている[7]。父は自宅近くの東京都板橋区高島平で焼肉店「瑛斗弥（えどや）」を経営していたが、仕事や身体の不調に悩み、2011年に自死[5]。三人兄弟の末っ子。長兄は俳優の永山竜弥、次兄は俳優の永山瑛太。義姉は歌手の木村カエラ。兄弟同士仲が良い[8]。

### 交友関係
- 『べっぴんさん』で共演して以来、高良健吾と仲が良く高良の故郷である熊本で開催された「くまもと復興映画祭powered by 菊池映画祭」のゲストとして熊本に滞在した際は高良の運転で熊本の名所を巡るドライブへ連れて行ってもらったことがある[9]。

### 趣味・嗜好
- 時代劇や将棋が好き[10]。
- 食べると頭が痛くなることが続いたという理由からタルタルソースが苦手である[8]。
- 以前は自宅の床に本などの物を置く癖があり整理整頓が苦手であった。しかし、購入したルンバに愛着が湧いた結果「ルンバが動きやすいように」という意識が働くようになりいつのまにか床に物を置く癖が治っていたことに驚いたという。また、永山の「猫と暮らしてみたい」という世間話を聞いていた友人の千葉雄大からは永山の誕生日に「是非この猫をルンバの上に乗っけて掃除させてくれ」というメッセージ付きで黒猫の人形と水拭き専用ルンバをプレゼントしてもらい、現在永山の自宅では通常のルンバと水拭き専用ルンバの2台が稼働している[11]。
- 車好きで知られている[12]。愛車はエメラルドグリーンのゴルフII[12]。

## 不祥事
2023年6月16日未明、4月に東京・目黒区の自宅マンションで大麻を所持したとして大麻取締法違反の容疑で警視庁に逮捕され、自宅の家宅捜索で約1グラムの大麻が押収されたことから再逮捕された。同年春以降、永山と関係の深い女性からの情報提供を受けて警視庁薬物銃器対策課が捜査を進めた結果、自宅の廃棄物などから複数回にわたり大麻の成分が検出されていた。7月6日、大麻取締法違反（所持）の罪で東京地検に起訴された。4月に大麻を所持した容疑については不起訴処分となった。7月7日、保釈が認められ、保証金300万円を納付して勾留先の警視庁原宿署から保釈された。8月28日、東京地裁で初公判が開かれ、永山は起訴事実を認めた。検察側が懲役6月を求刑し、弁護側が執行猶予付きの判決を求めて結審した。9月1日、東京地裁で判決公判が行われ、懲役6月執行猶予3年の判決が言い渡された。19日までにこの判決が確定した。
大麻取締法違反についての初公判にて、中学2年生の夏頃の音楽イベントで、地元の先輩からの勧めで初めて大麻を使用したことが明かされた。そのときは気分が悪くなったというが、18、19歳の頃に知人に勧められて以降、たばこに混ぜて吸引するなどして継続的に使用していた。永山は被告人質問で「大麻を吸うと嫌なことを忘れてリラックスした気持ちになった。自分が逮捕されるとは思っていなかった」と話し、最終意見陳述では「多くの人に迷惑をかけ、本当に申し訳ない」と謝罪した。
永山は2024年の大河ドラマ『光る君へ』に藤原隆家役で出演予定だったが、この逮捕を受け、出演辞退を申し入れた（代役は竜星涼）。

## 受賞歴
- 2010年度 第34回日本アカデミー賞 新人俳優賞（『ソフトボーイ』）[27]
- 2022年度 第36回高崎映画祭 最優秀助演俳優賞（『LOVE LIFE』）

## 出演
※役名が太字表記は主演作品。

### テレビドラマ
- おじいさん先生（2007年7月7日 - 9月29日、日本テレビ） - 逸見 役
- パズル（2008年4月18日 - 6月20日、テレビ朝日） - 塚本善雄 役
- 恋空（2008年8月2日 - 9月13日、TBS） - 加藤タツヤ 役
- ゴーストタウンの花（2009年3月20日、テレビ朝日） - 武田啓 役
- アタシんちの男子（2009年4月14日 - 6月23日、フジテレビ） - 真島平次 役
- NEXT 恋作する女（2009年5月7日・14日、関西テレビ） - 安田孝典 役
- トリック 新作スペシャル2（2010年5月15日、テレビ朝日） - 西園寺誠一 役
- 夏の恋は虹色に輝く（2010年7月19日 - 9月20日、フジテレビ） - 伊良部譲 役
- 大阪ラブ&ソウル（2010年11月6日、NHK総合） - 主演・金田哲浩 役
- 遠い日のゆくえ（2011年3月13日、WOWOW、ドラマW） - 宮脇孝志 役
- 連続テレビ小説（NHK総合）
  - おひさま（2011年4月4日 - 10月1日） - 須藤茂樹 役
  - べっぴんさん（2016年10月3日 - 2017年4月1日） - 坂東（田中）紀夫 役
- アスコーマーチ〜明日香工業高校物語〜（2011年4月24日 - 7月3日、テレビ朝日） - 竹内和也 役
- らんま1/2（2011年12月9日、日本テレビ）- 九能帯刀 役
- 恋愛ニート〜忘れた恋のはじめ方（2012年1月20日 - 3月23日、TBS） - 槙野駿平 役
- リーガル・ハイ 第3話（2012年5月1日、フジテレビ） - 榎戸信也 役
- 宮部みゆき・4週連続 “極上”ミステリー 第1夜 理由 （2012年5月7日、TBS） - 立花啓太 役
- 親父がくれた秘密〜下荒井5兄弟の帰郷〜（2012年9月12日、テレビ東京） - 下荒井修 役
- 女と男の熱帯（2013年1月20日 - 2月24日、WOWOW、連続ドラマW） - 野村修平 役
- 歩く、歩く、歩く〜四国 遍路道〜（2013年1月20日、NHK BSプレミアム、プレミアムドラマ・NHK松山放送局制作） - 中村達也 役
- ただいま母さん（2013年2月24日、NHK BSプレミアム、プレミアムドラマ・NHK大阪放送局制作） - ユウイチと名乗る謎の青年 役
- 事件屋稼業（2013年5月17日、フジテレビ） - 大西裕司 役
- ガラスの家（2013年9月3日 - 10月29日、NHK総合） - 澁澤憲司 役
- LINK（2013年10月 6日 - 11月13日、WOWOW、連続ドラマW） - 浅尾元哉 役
- モザイクジャパン（2014年5月18日 - 6月15日、WOWOW、連続ドラマW） - 主演・常末理市 役
- 聖女（2014年8月19日 - 10月7日、NHK総合） - 中村晴樹 役
- ごめんね青春!（2014年10月12日 - 12月21日、TBS） - 蔦谷サトシ 役
- 64（ロクヨン）（2015年4月18日 - 5月16日、NHK総合） - 秋川修次 役
- 一路[28]（2015年7月31日 - 9月25日、NHK BSプレミアム、BS時代劇） - 主演・小野寺一路 役[29]
- 重版出来!（2016年4月12日 - 6月14日、TBS） - 中田伯 役[30]
- コールドケース 〜真実の扉〜（2016年10月22日 - 12月24日、WOWOW、連続ドラマW） - 高木信次郎 役
  - コールドケース2 〜真実の扉〜（2018年10月13日 - 12月15日）
  - コールドケース3 〜真実の扉〜（2020年12月5日 - 2021年2月13日）
- みをつくし料理帖（2017年5月13日 - 7月8日、NHK総合） - 永田源斉 役[31]
  - みをつくし料理帖スペシャル（2019年12月14日・21日、NHK総合）
- 居酒屋ふじ（2017年7月9日 - 9月24日、テレビ東京） - 主演・西尾栄一 役[32]
- ドクターX〜外科医・大門未知子〜 第5シリーズ（2017年10月12日 - 12月14日、テレビ朝日） - 西山直之 役[33]
- 小ぬか雨（2017年10月22日、BSスカパー!） - 新七 役
- 雲霧仁左衛門4（2018年9月7日 - 10月19日、NHK BSプレミアム、BS時代劇） - 天一坊 役[34]
- フェイクニュース あるいはどこか遠くの戦争の話（2018年10月20日・27日、NHK総合） - 西剛 役[35]
- 大河ドラマ いだてん〜東京オリムピック噺〜（2019年、NHK総合） - 野口源三郎 役[36]
- 初めて恋をした日に読む話（2019年1月15日 - 3月19日、TBS） - 八雲雅志 役[注 1][37]
- 松本清張ドラマスペシャル・疑惑（2019年2月3日、テレビ朝日） - 豊崎勝雄 役
- 特集ドラマ「黒蜥蜴-BLACK LIZARD-」（2019年12月29日・NHK BSプレミアム、2020年2月8日・NHK BS4K） - 明智小五郎 役[38]
- トップナイフ-天才脳外科医の条件-（2020年1月11日 - 3月14日、日本テレビ） - 西郡琢磨 役
- Living 第2話（2020年5月30日、NHK総合） - ライ 役[39][40][41]
- 池波正太郎原作 上意討ち（2020年12月5日、BS-TBS） - 主演・森十兵衛 役（尾上松也とのW主演）[42]
- 俺の家の話（2021年1月22日 - 3月26日、TBS） - 観山踊介 役[43][44]
- しかたなかったと言うてはいかんのです（2021年8月13日、NHK総合） - 冬木克太 役[45]
- サ道2021 第9話（2021年9月4日、テレビ東京） - アダチ 役
- 言霊荘（2021年10月9日 - 12月18日、テレビ朝日） - 中目零至 役
- 優しい音楽〜ティアーズ・イン・ヘヴン 天国のきみへ（2022年1月7日、テレビ東京） - 永居タケル 役[46]
- にんげんこわい 第3話「紺屋高尾」（2022年2月20日、WOWOW、WOWOWオリジナルドラマ） - 久蔵 役[47]
- インビジブル 第5話 - 最終話（2022年5月13日 - 6月17日、TBS） - キリヒト 役[48]
- ダブル（2022年6月4日 - 8月6日、WOWOW、WOWOWオリジナルドラマ） - 主演・鴨島友仁 役（千葉雄大とのW主演）[49]
- 池波正太郎生誕100年BS特集時代劇「まんぞくまんぞく」（2022年12月30日、NHK） - 織田平太郎 役[50]
- リバーサルオーケストラ（2023年1月11日 - 3月15日、日本テレビ） - 三島彰一郎 役[51]
- 藤子・F・不二雄 SF短編ドラマ『箱舟はいっぱい』（2023年6月4日、NHK BSプレミアム・NHK BS4K） - 主演・大山 役[52]

### 配信ドラマ
- ミュードラ「woh woh」（2009年、フジパシフィックミュージック） - 主演
- パーティーは終わった Episode2（2011年、BeeTV） - ムサシ 役
- 深夜食堂 -Tokyo Stories Season2-「カレーラーメン」（2019年、Netflix） - 橘 役[53]

### 映画
- フレフレ少女（2008年10月11日） - 山本龍太郎 役
- 罪とか罰とか（2009年2月28日） - 恩田春樹 役
- LIAR GAME The Final Stage（2010年3月6日） - 久慈サトシ 役
- ソラニン（2010年4月3日） - 大橋 役
- ソフトボーイ（2010年6月19日） - 主演・オニヅカ 役
- 悪人（2010年9月11日） - 鶴田公紀 役
- マザーウォーター（2010年10月30日） - ジン 役
- ハードロマンチッカー（2011年11月26日） - 辰 役
- ぱいかじ南海作戦（2012年7月14日） - オッコチ 役
- I'M FLASH!（2012年9月1日） - 祝一雄 役
- ふがいない僕は空を見た（2012年11月17日） - 主演・斉藤卓巳 役
- みなさん、さようなら（2013年1月26日） - 薗田憲明 役
- つやのよる ある愛に関わった、女たちの物語（2013年1月26日） - 茅原優 役
- 藁の楯（2013年4月26日） - 神箸正樹 役
- クローズEXPLODE（2014年4月12日） - 藤原一 役
- クローバー（2014年11月1日） - 樋野ハルキ 役
- アンフェア the end（2015年9月5日） - 津島直紀 役
- 真田十勇士（2016年9月22日） - 根津甚八／豊臣秀頼 役
- 闇金ウシジマくん ザ・ファイナル（2016年10月22日） - 竹本優希 役
- 海辺の生と死（2017年7月29日） - 朔中尉 役
- エルネスト（2017年10月6日） - 森記者 役
- 泣き虫しょったんの奇跡（2018年9月7日） - 新藤和正 役[54]
- 桜のような僕の恋人（2022年3月24日） - 有明貴司 役[55]
- 冬薔薇（ふゆそうび）（2022年6月3日） - 美崎輝 役[56]
- 峠 最後のサムライ（2022年6月17日） - 松蔵 役[57]
- LOVE LIFE（2022年9月9日） - 二郎 役[58]
- #マンホール（2023年2月10日） - 加瀬悦郎 役[59]
- 東京リベンジャーズシリーズ - 場地圭介 役[60]
  - 東京リベンジャーズ2 血のハロウィン編 -運命-（2023年4月21日）
  - 東京リベンジャーズ2 血のハロウィン編 -決戦-（2023年6月30日）

### 配信映画
- きょうのできごと a day in the home（2020年4月24日、YouTubeチャンネル「ROBOT CONTENT LAB」）[61]
- 桜のような僕の恋人（2022年3月24日、Netflix） - 有明貴司 役[62]
- クレイジークルーズ（2023年11月16日、Netflix） - 井吹真太郎 役[63][64]

### 舞台
- 高校中パニック！小激突!!（2013年11月24日 - 2014年1月26日、PARCO劇場 / 地方） - 駒田（小回り先生） 役[注 2][65] [66]
- 十二人の怒れる男（2020年9月、陪審員7番）[67]
- ウーマンリブ Vol.15「もうがまんできない」（2023年4月14日 - 5月14日、本多劇場・2023年5月18日 - 5月31日、サンケイホールブリーゼ）[68]

### ドキュメンタリー
- 永平寺 禅の世界（2018年4月24日、NHK） - 語り[69]

### ミュージック・ビデオ
- 中嶋ユキノ「サヨナラが言える日まで」（2012年3月）

### CM
- NTTドコモ Answer「バイトはじめる」編（2009年2月）
- サントリー なっちゃん「路上ライブ」編（2009年2月）
- サッポロビール オフの贅沢「新人」篇（2010年3月）
- サントリー ほろよい（2012年1月）
- 東京ガス ピピッとコンロ「家族のはなし・次男の帰省」「家族のはなし・長男の結婚」（2012年11月 - ）
- LINE(旧:NHNジャパン) 『LINE』新人劇団員｢挨拶｣篇、落ち込む新人劇団員（2013年1月）、読み合わせ・ラインで稽古（2013年2月）、劇団員でゲーム・LINEバブル、 劇団員でゲーム・LINE POP＆LINE バブル 「LINE GAME・劇団 階段」篇、 劇団員でゲーム・LINE POP、 スタンプから演技を盗む・スタンプメール、 スタンプの表情を真似る・スタンプメール 「劇団 表情練習(スタンプ)」篇その2（2013年3月）
- 大塚製薬 オロナミンC「ハツラツタワーのある街」 第1話：帰郷篇、第2話：夢中篇、第3話：開店篇、第4話：夏祭篇、第5話：行列篇、第6話：一年篇、第7話：神輿篇（2016年12月 - 2018年10月）
- 中外製薬「なんでもない1日を守れ。」「運動会」篇（2021年12月23日 - 2022年12月）[70]